# Egernia richardi
Egernia richardi är en ödleart som beskrevs av  Peters 1869. Egernia richardi ingår i släktet Egernia och familjen skinkar. Inga underarter finns listade i Catalogue of Life.